# 非洲的非殖民化
| 比利时   | 意大利 |
| 英国     | 葡萄牙 |
| 法国     | 西班牙 |
| 独立国家 |        |

动画地图显示了1950–2011年非洲国家的独立秩序

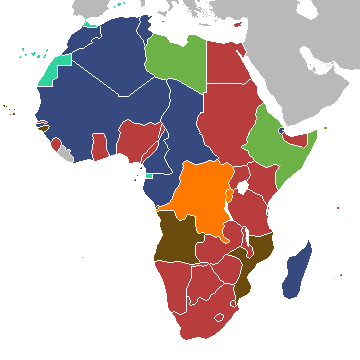
1939年由欧洲帝国主义国家统治的非洲殖民地

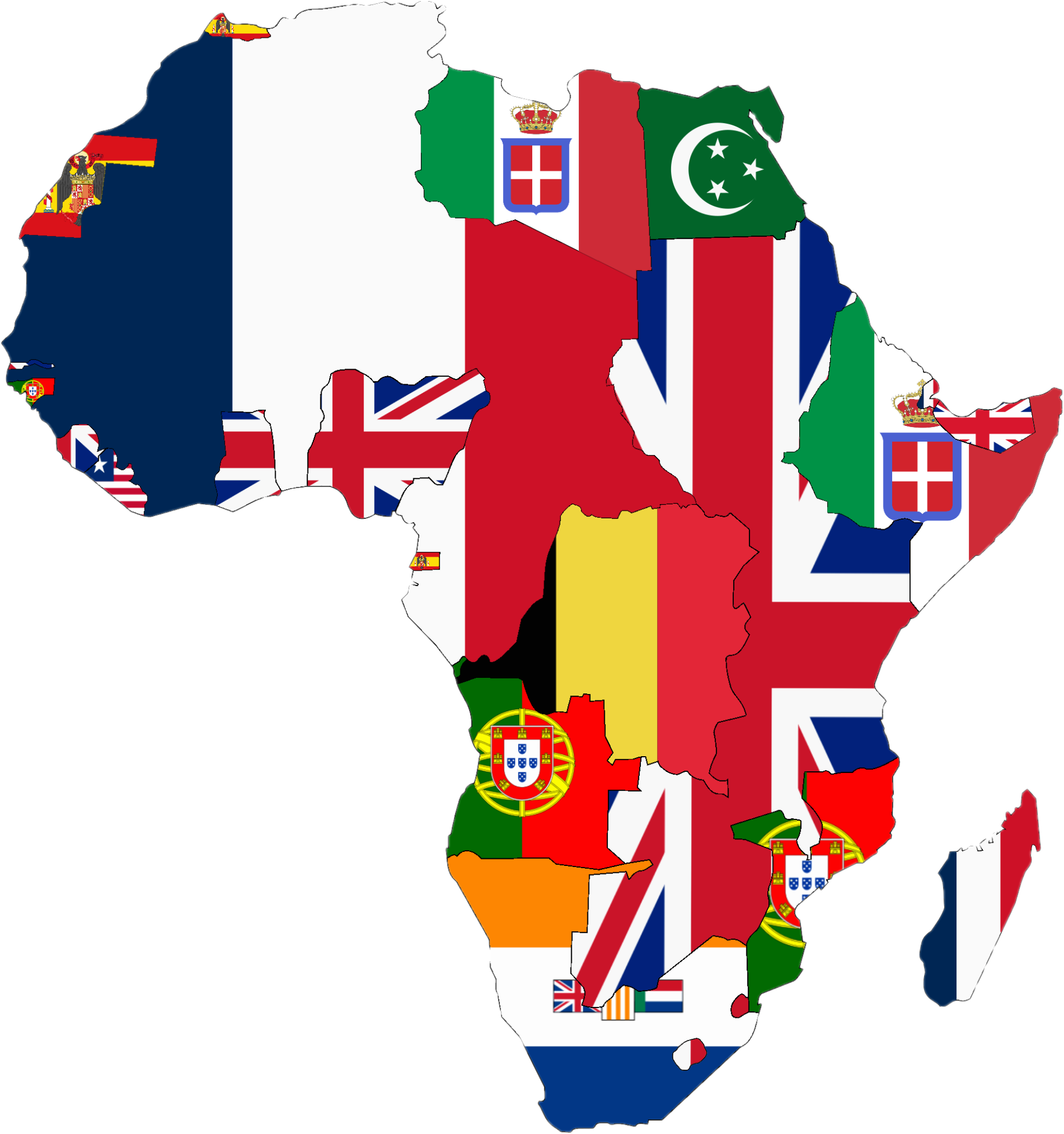
1939年由欧洲帝国主义国家统治的非洲殖民地

非洲国家独立时间

非洲的非殖民化是紧接着第二次世界大战之后。殖民地的民族主义者和地方精英为了从宗主国独立获得国家主权所导致的非殖民化，最终结果是大部分殖民地脱离欧洲殖民者的管理而获得独立和主权。

## 背景
1870年至1900年间流行的瓜分非洲浪潮将几乎大半部分的非洲被置于欧洲帝国主义国家的殖民统治之下。欧洲帝国主义国家之间为了确保能拿到较多的殖民地并且避免可能的随之而来的殖民战争，因此，欧洲国家于1885年签订的柏林协定，即《柏林西非會議》加速了欧洲国家对非洲的殖民统治和分割，而他们的瓜分殖民地等是不顾当地的传统文化之差异的。到了1905年的时候，几乎所有的非洲领土都置于欧洲国家的殖民统治之下，唯一的例外是利比里亚（由非裔美国人的前奴隶所定居）和埃塞俄比亚（1936年第二次意大利-埃塞俄比亚战争后被意大利占领）。英国和法国这两个国家控制了非洲大量的殖民地，但是德国、西班牙、意大利、比利时和葡萄牙也有殖民地。由于殖民主义和帝国主义，非洲大部分的地区都失去了主权和对诸如黄金和橡胶等自然资源的控制主权。围绕着对非洲自然资源剥削性的地方经济政策的出台，至今，依旧有观点认为，非洲如今的贫穷是来自于列强的殖民剥削。直到20世纪中期，非洲各国独立的进展一直很缓慢的进行。但到1977年，已有54个非洲国家脱离了欧洲殖民者的统治。

## 时间线
| 1847年 | 利比里亚                                                                                                  |
| 1910年 | 南非聯邦                                                                                                  |
| 1922年 | 埃及 |
| 1941年 | 衣索比亞                                                                                                  |
| 1951年 | 利比亞 |
| 1956年 | 摩洛哥 苏丹 突尼西亞                                                                                      |
| 1957年 | |
| 1958年 | 几内亚 |
| 1960年 | 喀麦隆 多哥 马达加斯加 刚果民主共和国 尼日尔 布吉納法索 中非 刚果共和国 加彭 塞内加尔 毛里塔尼亚 奈及利亞 |
| 1961年 | |
| 1962年 | 阿尔及利亚 卢旺达 乌干达                                                                                  |
| 1963年 | 坦桑尼亚                                                                                                  |
| 1964年 | 马拉维 尚比亞                                                                                             |
| 1965年 | |
| 1966年 | 賴索托 |
| 1968年 | 赤道几内亚 模里西斯                                                                                       |
| 1974年 | |
| 1975年 | 安哥拉 莫桑比克 聖多美和普林西比                                                                          |
| 1976年 | 塞舌尔 西撒哈拉                                                                                           |
| 1977年 | |
| 1980年 | 辛巴威 |
| 1990年 | 纳米比亚                                                                                                  |
| 1991年 | 索馬利蘭                                                                                                  |
| 1993年 | |
| 2011年 | 南蘇丹 |

1. ↑   埃及形式上独立，英国军队于1947年撤离。
2. ↑  埃塞俄比亚帝国从未成为殖民地，但曾于1930年代被法西斯意大利吞并作为意属东非的一部分。
3. ↑  非洲独立年。
4. ↑  该地存在领土争端。摩洛哥王国于1975年末控制大部分地区，西班牙军队于1976年撤离。
5. ↑  不受国际广泛承认的津巴布韦前身 羅德西亞独立于1965年。
6. ↑  不受国际广泛承认。索马里兰共和国宣称的前身索馬利蘭國独立于1960年。